# Premi Internacional Carlemany

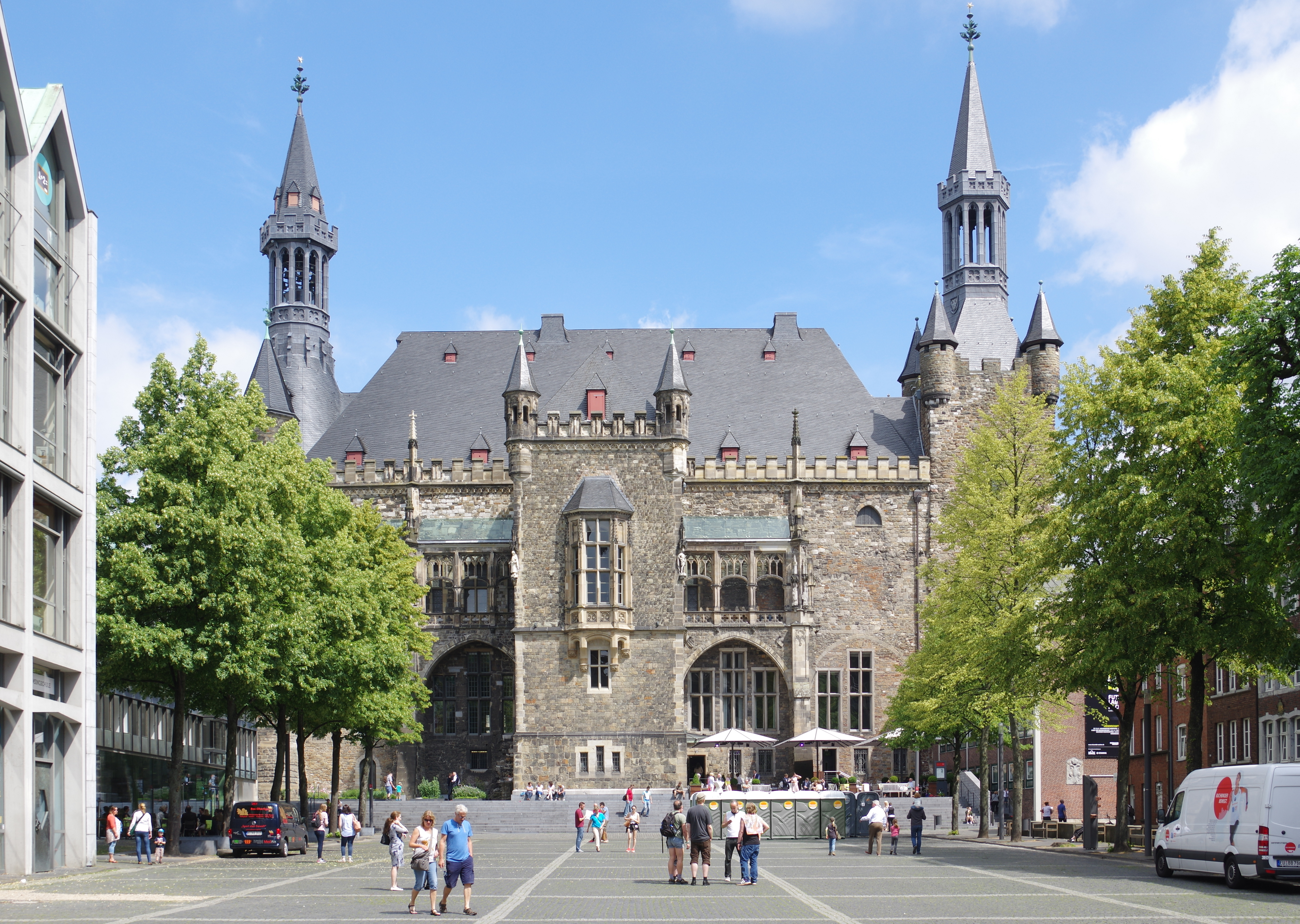
Ajuntament d'Aquisgrà, seu de l'entrega del Premi

El Premi Internacional Carlemany (en alemany: Internationaler Karlspreis der Stadt Aachen, i des de 1998 Internationaler Karlspreis zu Aachen), o comunament Karlspreis, és un premi decretat des de 1950 per la ciutat d'Aquisgrà a aquelles personalitats notables que han treballat en favor de la unificació europea.

## El premi
L'origen del premi se situa el 19 de desembre de 1949 quan un comerciant de la ciutat d'Aquisgrà, el Dr. Kart Pfeiffer, que havia fundat un cercle cultural amb el nom de Corona Legentium Aquensis amb la intenció de fomentar el diàleg entre els polítics, els científics i els personatges culturals de tot Europa, anuncià la creació d'un premi que batejà amb el nom de l'emperador Carlemany, un personatge que durant el segle viii havia fixat la seva residència a Aquisgrà.

L'objectiu del Premi Internacional Carlemany fou determinat pel seu fundador: 
| «               | "El premi actua cap al futur i comporta un deure contingut summament ètic. Es dirigeix, regenerat per una nova força, a la unificació dels pobles europeus per a defensar els més alts valors humans: la llibertat, la humanitat i la pau, per a ajudar els pobles oprimits i marginats, i per a assegurar el futur dels fills i dels nets." | » |
| — Kart Pfeiffer | |   |

El jurat que atorga el Premi Carlemany està format per l'alcalde de la ciutat d'Aquisgrà, el gerent del seu ajuntament, el bisbe de la ciutat i el rector de l'Escola Tècnica Superior de Renània-Westfàlia radicada en aquesta ciutat. El seu lliurament es realitza el mes de maig a la Sala de la Coronació de l'Ajuntament d'Aquisgrà, seguit de tres discursos: un per l'alcalde la ciutat, un altre de lloança per al premiat i el tercer pel mateix premiat. El premi, totalment simbòlic, consisteix en 5.000 euros, una medalla, amb la imatge de Carlemany assegut al tron, i un certificat.
L'any 2004, a més del premi ordinari, es va concedir un premi especial al Papa Joan Pau II que no es va lliurar a la ciutat d'Aquisgrà sinó a la Ciutat del Vaticà.

## Premiats
- 1950 Richard Nikolaus Graf Coudenhove-Kalergi, fundador del moviment europeista
- 1951 Hendrik Brugmans, rector de la Universitat Europea de Bruges
- 1952 Alcide de Gasperi, primer ministre d'Itàlia
- 1953 Jean Monnet, president de la Comunitat Europea del Carbó i de l'Acer
- 1954 Konrad Adenauer, canceller d'Alemanya
- 1956 Winston Churchill, primer ministre del Regne Unit
- 1957 Paul Henri Spaak, Secretari General de l'OTAN
- 1958 Robert Schuman, president del Parlament europeu
- 1959 George Marshall, secretari d'Estat nord-americà
- 1960 Joseph Bech, president de la Cambra de diputats de Luxemburg
- 1961 Walter Hallstein, president de la Comissió Europea de la CEE
- 1963 Edward Heath, membre de la Cambra dels Lords britànica
- 1964 Antonio Segni, president d'Itàlia
- 1966 Jens Otto Krag, primer ministre de Dinamarca
- 1967 Joseph Luns, ministre d'afers estrangers dels Països Baixos
- 1969 La Comissió Europea
- 1970 François Seydoux de Clausonne, ambaixador francès a la RFA
- 1972 Roy Jenkins, polític britànic
- 1973 Salvador de Madariaga, filòsof i historiador
- 1976 Leo Tindemans, primer ministre de Bèlgica
- 1977 Walter Scheel, president de la RFA
- 1978 Konstandinos Karamanlís, primer ministre de Grècia
- 1979 Emilio Colombo, president del Parlament europeu
- 1980 No concedit
- 1981 Simone Veil, presidenta del Parlament europeu
- 1982 Joan Carles I d'Espanya
- 1984 Karl Carstens, president de la RFA
- 1986 Al poble de Luxemburg
- 1987 Henry Kissinger, Secretari d'Estat nord-americà
- 1988 François Mitterrand, president de França

Helmut Kohl, canceller d'Alemanya
- 1989 Roger Schutz, fundador de la Comunitat de Taizé
- 1990 Gyula Horn, ministre d'afers estrangers d'Hongria
- 1991 Václav Havel, president de Txecoslovàquia
- 1992 Jacques Delors, president de la Comissió Europea
- 1993 Felipe González Márquez, president del Govern d'Espanya
- 1994 Gro Harlem Brundtland, primera ministra de Noruega
- 1995 Franz Vranitzky, Canceller federal d'Àustria
- 1996 Beatriu I dels Països Baixos
- 1997 Roman Herzog, president de la RFA
- 1998 Bronislaw Geremek, ministre d'afers estrangers de Polònia
- 1999 Tony Blair, primer ministre del Regne Unit
- 2000 Bill Clinton, president dels EUA
- 2001 György Konrád, escriptor i sociòleg
- 2002 A l'Euro
- 2003 Valéry Giscard d'Estaing, president de la Convenció europea
- 2004 Pat Cox, president del Parlament europeu

Premi Extraordinari: Joan Pau II
- 2005 Carlo Azeglio Ciampi, president d'Itàlia
- 2006 Jean-Claude Juncker, primer ministre de Luxemburg
- 2007 Javier Solana, Representant de la Política Exterior i de Seguretat Comuna de la Unió Europea
- 2008 Angela Merkel, cancellera d'Alemanya
- 2009 Andrea Riccardi, fundador de la Comunitat de Sant Egidi
- 2010 Donald Tusk, primer ministre de Polònia
- 2011 Jean-Claude Trichet, president del Banc Central Europeu
- 2012 Wolfgang Schäuble, ministre federal de Finances
- 2013 Dalia Grybauskaitė, presidenta de Lituània
- 2014 Herman Van Rompuy, president del Consell Europeu
- 2015 Martin Schulz, President del Parlament Europeu
- 2016 Papa Francesc, Papa de l'Església Catòlica
- 2017 Timothy Garton Ash, Periodista, historiador, escriptor i assagista
- 2018 Emmanuel Macron, President de la República Francesa
- 2019 António Guterres, Secretari General de les Nacions Unides
- 2020 Klaus Iohannis, President de Romania
- 2022 Sviatlana Tsikhanòuskaia, política belarussa

Maria Kolesnikova, política belarussa
Veronika Tsepkalo, política belarussa
- 2023 Volodímir Zelenski, President d'Ucraïna, i el poble ucraïnès